# Frank Mardaus
Frank Mardaus (* 27. Mai 1969 in Augsburg) ist ein deutscher Fotograf, der sich auf narrative Fotografie spezialisiert hat. Er ist Lehrbeauftragter an der Universität Augsburg.

## Leben
Frank Mardaus wuchs in Augsburg und Althegnenberg auf, wo er auch zur Schule ging. Da sein Vater beruflich in Algerien eingesetzt wurde, nahm er seine Familie in das nordafrikanische Land mit. Von 1982 bis 1984 besuchte Mardaus die Deutsche Schule in Algier. Nach diesem Auslandsaufenthalt kehrte die Familie nach Althegnenberg zurück. Ab 1990 studierte Mardaus neben Volkswirtschaftslehre Philosophie und neuere deutsche Literaturwissenschaft an der Universität Augsburg und zog 1991 in die Fuggerstadt um. Ab 1996 entschied er sich für eine freiberufliche Tätigkeit als bildender Künstler. Im Jahr 2005 wurde er Lehrbeauftragter an der Universität Augsburg. Im Jahr 2008 folgte die Promotion nach einer wissenschaftlichen Betrachtung über Uwe Johnsons Bildprogramm in den Jahrestagen. Eine Rezension beschäftigte sich später differenziert mit der als Buch erschienenen Arbeit Mardaus'.
Im Jahr 1994 begann eine künstlerische Zusammenarbeit mit Caroline Rusch, die im Jahr 2003 zur Heirat mit ihr führte. Einige mehrwöchige Ausstellungsprojekte resultierten daraus. Frank Mardaus engagierte sich in der Augsburger SPD mit dem Schwerpunkt Kultur. 2019 wechselte er zu den Augsburger Grünen.

## Künstlerische Technik
Der Freiberufler verwendet unter anderem Bildträger aus verzinktem und verkantetem Stahlblech, auf die in mehreren Schichten Fotografien aufgezogen sind. Die Fotografien sind einesteils Originalvergrößerungen vom Schwarzweiß- oder Farbnegativ, andernteils Vergrößerungen vom Zwischennegativ, die zu einer Collage zusammengeführt sind.

## Teilnahme an Ausstellungen
Frank Mardaus beteiligte sich mit seinen Aufnahmen an einer Reihe künstlerischer Ausstellungen sowohl im In- wie im Ausland.  Er war schon mit Bildern im Budapester Magyar Fotográfiai Múzeum (im Jahr 1997), in der Bibliothèque nationale de France in Paris (1998) oder in der Kunstausstellung im französischen Département Mayenne (2004) vertreten. Im Jahr 2001 gab es eine Präsentation von ihm im George Eastman House in Rochester (New York).
In Deutschland kamen die Fachhochschule Dortmund im Jahr 1997 (Galerie FB 2) und der Kunstverein Ebersberg im Hinblick auf seine Jahresausstellung 2005 auf den Fotografen zu. Im Jahr 2004 wurden Bilder von Frank Mardaus auf der Großen Kunstausstellung in Halle/Saale und der Großen Nordschwäbischen Kunstausstellung in Donauwörth gezeigt. Im Jahr 2007 waren Werke von ihm in der Gemeinschaftsausstellung „geruestet“ in der Toskanischen Säulenhalle des Augsburger Zeughauses zu sehen. Ein Jahr später beteiligte sich Mardaus an der Ausstellung von Kunstpreisträgern der Stadt Augsburg im H2 – Zentrum für Gegenwartskunst im Glaspalast Augsburg. Das Mittelschwäbische Heimatmuseum in Krumbach zeigte 2009 in der Ausstellung „Wasser“ Bilder des Künstlers.

## Einzelausstellungen
Unter dem Titel „alles ist wundenschlagen“ lief 1997 in Augsburg ein Einblick in Mardaus' Werke. Im darauffolgenden Jahr hieß das Motto „aspettare – warten“ bei einer Ausstellung in Palermo und mit „nachts“ überschriebenen fotografischen Eindrücken konnte man sich 2003 in Riga vertraut machen. Zusammen mit seiner Frau organisierte Mardaus im Jahr 2009 die Ausstellung „WE-0007“ im Augsburger Stadtarchiv. Im Jahr 2012 folgte die Ausstellung „Vertraulich – Nur für den Dienstgebrauch“ in der Augsburger Neuen Galerie im Höhmannhaus.

## Ehrungen und Auszeichnungen
Frank Mardaus erhielt
- 2001 den Kunstförderpreis der Stadt Augsburg im Bereich Bildende Kunst
- 2004 den Kunstpreis der Stadt Augsburg
- 2005 den Debütantenpreis des bayerischen Staats.